# バイヨー (クレーター)
バイヨー (Baillaud) は、月の表側にある大きなクレーターであり、月の北部に位置する。国際天文学連合の初代会長であるフランスの天文学者、エドゥアール・バンジャマン・バイヨーにちなんで名づけられた。
バイヨーの北西にはエウクテモンが、バイヨーの南西には不規則な形状をしたメトンが位置しており、バイヨーの東方にはペーテルマンが位置している。地球からバイヨーを観察すると、北の縁付近に位置しているために南北方向に大きく潰れた楕円形に見える。
バイヨーの周壁は北西方向に膨らんだ形状をしている。バイヨーの周壁は隕石の衝突などによって激しく風化しており、起伏の激しい丘陵として残っている。バイヨーの底面は溶岩によって覆われており、平坦な地形をしている。底面には数多くの微小クレータが存在しており、底面の西部にはバイヨーEが位置している。バイヨーの南側の周壁には隙間があり、バイヨーの底面を覆っている溶岩は、その隙間から流入した。

## 従属クレーター
バイヨーのごく近くにある小さな無名のクレーターについては、アルファベットを付加することによって識別される。
| 名称      | 月面緯度     | 月面経度     | 直径  |
| --------- | ------------ | ------------ | ----- |
| バイヨーA | 北緯 75.7 度 | 東経 48.8 度 | 56 km |
| バイヨーB | 北緯 73.0 度 | 東経 33.3 度 | 17 km |
| バイヨーC | 北緯 75.0 度 | 東経 51.4 度 | 11 km |
| バイヨーD | 北緯 73.6 度 | 東経 49.7 度 | 16 km |
| バイヨーE | 北緯 74.3 度 | 東経 36.0 度 | 14 km |
| バイヨーF | 北緯 75.7 度 | 東経 53.7 度 | 20 km |